# Zatoka Tendrowska
Zatoka Tendrowska (ukr. Тендрівська затока, Tendriwśka zatoka) – zatoka Morza Czarnego, położona u wybrzeży Ukrainy, w południowo-zachodniej części obwodu chersońskiego. Ma ok. 45 km długości, 7 km szerokości i do 6 m głębokości. Jest oddzielona od otwartego Morza Czarnego przez długą Kosę Tendrowską. Na terenie zatoki znajduje się kilka wysp. Zatoka zamarza zimą. Część zatoki znajduje się w granicach Rezerwatu Biosfery Morza Czarnego, który odpowiada za jej całkowitą ochronę. W 1995 roku obszar zatoki został wpisany na listę terenów podlegających konwencji ramsarskiej. Zatoka jest ważna dla ptaków ze względu na swoje położenie na skrzyżowaniu szlaków migracyjnych oraz różnorodność siedlisk. Na terenie zatoki można spotkać ponad 1% regionalnych populacji rybitwy czubatej oraz pelikana różowego. Jej obszar stanowi także siedlisko zagrożonego gatunku niezdarki dziewicy oraz ważnych ryb, takich jak jesiotrowate: bieługa i siewruga. W ostatnich latach jakość wody w zatoce poprawiła się dzięki zmniejszeniu dopływu wód odpływowych oraz rozszerzeniu obszaru Rezerwatu Biosfery Morza Czarnego o głębokowodną część zatoki. Działalność człowieka w zatoce obejmuje rybołówstwo, rekreację i ochronę przyrody. 